# Farley Green (Surrey)
Farley Green – osada w Anglii, w hrabstwie Surrey, w dystrykcie Guildford. Leży 43 km na południowy zachód od centrum Londynu.